# Melica californica
Melica californica är en gräsart som beskrevs av Frank Lamson Scribner. Melica californica ingår i släktet slokar, och familjen gräs. Inga underarter finns listade i Catalogue of Life.